# 凱爾文·霍普金斯
凱爾文·霍普金斯（Kelvin Hopkins，1941年8月22日—）是一位英格蘭政治人物，他的黨籍是工黨。自1997年開始，他擔任北盧頓選區選出的英國下議院議員。他畢業於諾丁漢大學。